# Hercules in New York
Hercules in New York ist ein im Jahr 1969 unter der Regie von Arthur Allan Seidelman entstandenes US-amerikanisches B-Movie, das insbesondere als der erste Spielfilm mit Arnold Schwarzenegger in einer Hauptrolle bekannt wurde. Trotz der eher mangelhaften Qualität hat der Film insbesondere unter Fans von Schwarzenegger aufgrund seiner unfreiwilligen Komik inzwischen eine Art Kultstatus erreicht.

## Handlung
Herkules, dem Sohn des Zeus, wird es nach all den Jahren im antiken Olymp zu langweilig. Um seinem Dasein etwas Abwechslung zu verschaffen, beschließt er gegen den Willen seines Vaters, einen Ausflug auf die Erde zu unternehmen. Ein Schiff findet den im Meer treibenden Herkules und nimmt ihn an Bord – die Mannschaft geht davon aus, einen Schiffbrüchigen vor sich zu haben. Nachdem das Boot im Hafen von New York City angelegt hat, geht Herkules ohne Erlaubnis von Bord und wird sofort in eine handfeste Prügelei verwickelt, bei welcher er sich alleine gegen sechs Dockarbeiter behauptet.
Das Geschehen wird von Pretzie, einem schmächtigen Mann Mitte 40 beobachtet, der sich seinen Lebensunterhalt mit dem Verkauf von Brezeln verdient. Voller Verwunderung über den starken Fremden schließt er sich Herkules an und organisiert ein Taxi, mit welchem die beiden vom Schauplatz flüchten. Im weiteren Verlauf des Tages erreichen sie einen Sportplatz, auf welchem ein Universitätsprofessor auf das ungewöhnliche Duo aufmerksam wird, als Herkules den dort trainierenden Athleten mit seinen übermenschlichen Leistungen die Schau stiehlt. Er lädt die beiden zum Teetrinken zu sich nach Hause ein.
Während der nächsten Zeit verbringt Herkules seine Tage mit der attraktiven Tochter des Professors und lässt sich die Stadt zeigen. Pretzie wird unterdessen von einer Gruppe aus drei Kriminellen dazu gezwungen, einen Vertrag für Herkules als Ringer bei ihnen zu unterzeichnen – Herkules hatte sich zuvor auf Anraten von Pretzie mit Ringkämpfen etwas Geld verdient und war in der lokalen Presse gefeiert worden.
Zeus, der oberste Gott des Olymps, beauftragt unterdessen Nemesis damit, Herkules wegen seines Ungehorsams zu bestrafen. Durch eine Intrige wird Herkules jedoch seine göttliche Kraft auf Erden genommen. Er bemerkt dies erst, während er an einem im Fernsehen übertragenen Wettkampf teilnimmt. Da er nicht gewonnen hat, werden er und Pretzie von den drei Kriminellen und deren Schergen gejagt, mit welchen sie den erzwungenen Vertrag haben. Es kommt zu einer Verfolgungsjagd durch die Stadt und einem anschließenden Kampf im Empire State Building. Herkules schlägt sich wacker, droht jedoch der großen Zahl der Gegner zu unterliegen, gegen die er gleichzeitig ankämpfen muss. Aus dem Olymp werden ihm aber Samson und Atlas zu Hilfe geschickt. Sein Vater Zeus, der alles in seiner magischen Kugel beobachtet, gibt Herkules schließlich die göttlichen Kräfte zurück, so dass die Kriminellen besiegt werden.
Auf der Aussichtsplattform des Empire State Buildings wendet sich Herkules schließlich an seinen Vater, gesteht seine Selbstsucht und seinen Ungehorsam ein und bittet um Wiederaufnahme in den Olymp. Zeus erfüllt ihm seinen Wunsch und lässt ihn zurückkehren.
Pretzie wundert sich über das Verschwinden von Herkules und kehrt betrübt in seine Wohnung zurück, wo er eine Nachricht von Herkules über sein Radio vernimmt, in welcher dieser sich bei Pretzie bedankt und ihm Mut zuspricht. Der Film endet damit, dass Zeus nach den Erzählungen von Herkules seine Krone auf dem Thron zurücklässt und sich, so wie sein Sohn zu Beginn, auf den Weg zur Erde macht.

## Synchronisation
| Rolle            | Darsteller            | Synchronsprecher (1985) | Synchronsprecher (TV 1986) |
| ---------------- | --------------------- | ----------------------- | -------------------------- |
| Hercules         | Arnold Schwarzenegger | Wolf Goldan             | Thomas Danneberg           |
| Zeus             | Ernest Graves         | Herbert Weicker         | Herbert Weicker            |
| Pretzie          | Arnold Stang          | ?                       | Horst Sachtleben           |
| Helen Camden     | Deborah Loomis        | ?                       | Susanne von Medvey         |
| Professor Camden | James Karen           | ?                       | Christoph Lindert          |

## Sonstiges
- Der Film ist in der IMDb Bottom 100 gelistet, einer Rangliste der 100 schlechtesten Filme aller Zeiten. Er gilt in allen Belangen als stümperhaftes Werk und besitzt daher eine eigene, eher unfreiwillige Komik.
- Der Film zeigt Arnold Schwarzenegger – im Abspann des Films als „Arnold Strong“ geführt – in seiner ersten Hauptrolle.
- In der Originalfassung des Films kann man in einer Szene, die im Olymp spielt, am Drehort vorbeifahrende Autos und spielende Kinder hören, da es sich dabei um den Central Park handelt.
- Der frisch eingereiste Schwarzenegger hatte zu dieser Zeit noch kein Geld und keine Energie in einen Sprachkurs investiert und setzt sich deshalb im Film permanent durch merkwürdige, aber trotzdem äußerst unterhaltsame Kommentare in Szene.
- Da Schwarzeneggers steirischer Akzent so ausgeprägt war, entschied man sich dazu, seine Stimme auch in der englischsprachigen Version zu synchronisieren. Erst Jahre später wurde die Originalversion mit Schwarzeneggers Stimme veröffentlicht.
- Im Film werden Namen von römischen und griechischen Gottheiten wild durcheinander benutzt. Ebenso kommt Samson vor, der eigentlich eine biblische Figur ist.
- Hercules in New York hatte am 16. Dezember 1969 seine US-amerikanische Premiere.[4] In der Bundesrepublik Deutschland erschien der Film im Jahr 1985 auf Video und wurde erstmals am 1. Februar 1987 im deutschen Fernsehen auf RTL plus ausgestrahlt.[5]
- Oliver Kalkofe wollte den Film 2016 in die SchleFaZ-Reihe aufnehmen, jedoch erlaubte Schwarzenegger zu dieser Zeit keine weitere Ausstrahlung des Films im Fernsehen.[6] Die vorher letzte Ausstrahlung war Ende 2008. Am 8. Mai 2020 wurde der Film letztlich doch auf Tele 5 gezeigt, jedoch im Vorprogramm von SchleFaZ.[7]

## Kritiken
„Die Langeweile, die dieses filmische Unprodukt verbreitet, ist unbeschreiblich. Die Kamera scheint ein Amateur gehalten zu haben, und den Part Arnold Schwarzeneggers hätte ebensogut ein Männlein von der Augsburger Puppenkiste spielen können. Die meisten „Schauspieler“, die an der Erstellung dieses Brechmittels beteiligt waren, haben wohlweislich darauf verzichtet, sich durch eine Angabe ihrer Rolle identifizieren zu lassen. Listig, Listig!“

„(...) ein Produkt von seltener Dümmlichkeit.“

„Ein als Abenteuergeschichte aufgezogener, anspruchsloser Werbefilm für Athletik-Vorführungen, Gewichtheber-Wettbewerbe und Bodybuilder in Amerika.“